# DigitalLoca
DigitalLoca (デジタルロケ)は、国産のWeb3D向け統合3DCGソフトウェアの一つであった。モデリングからオーサリングまで対応していた。業務用としてMatrixEngineSDK (現MatrixEngine Studio)も存在する。また、MatrixEngineSDK及びDigitalLoca4U用アドオンとして、iPhoneアプリ向けにオーサリング可能なMatrixEngine Mobile Kit (MeM Kit)も存在した。
セルシスのアニメーション制作ソフトRETAS STUDIOには、DigitalLoca 3 for Stylosが付属していた。

## MatrixEngine
MatrixEngineはネットディメンションの開発していたWeb3Dプラグインの一つであり、DigitalLocaはMatrixEngineへのオーサリングに対応していた。現在、MatrixEngineはClouds社へと引き継がれ、スマートフォンアプリやHTML5へのオーサリングに対応している。

## 歴史
- 1998年頃、ヒューマンによりDigital Locaがリリースされた。簡易版としてDigital Loca Liteも存在した[7][8][9]。
- 1999年11月 ヒューマンが破産し[10]、その後、デジタルロケ社がDigitalLocaを引き継いだ。
- 2001年1月1日、ネットディメンションによりWeb3DプラグインのMatrixEngineがリリースされた[11]。
- 2001年8月 DigitalLocaの業務がデジタルロケ社からネットディメンションへと移管され、同時にライセンス方式の変更も行われた[11]。
- 2002年4月 DigitalLoca 3が発売された[4]。
- 2007年4月 ネットディメンションがセルシスと提携[12]
- 2008年7月 DigitalLoca 3 for Stylos HDをバンドルするSTYLOS HD 2.4がセルシスによりリリースされた[13]。
- 2008年12月19日 DigitalLoca 3 for StylosをバンドルするRETAS STUDIOがセルシスによりリリースされた。
- 2008年12月25日 DigitalLoca 4U (DL4U)がベクターにおいて発売された。
- 2009年12月 MatrixEngineSDK及びDigitalLoca4U用アドオンとして、MatrixEngine Mobile Kit (MeM Kit)が発売された[5]。
- 2013年2月 HTML5向けのMatrixEngine for JavaScriptがリリースされた[14]。
- 2013年3月31日 DigitalLoca4U及びMatrixEngine Mobile Kitの販売が終了された[2]。
- 2013年10月 MatrixEngineがネットディメンションからCloudsへと譲渡された。
- 2014年10月 イーフローがCloudsを子会社化[15]。